# Нелидово (Ивановская область)
Нели́дово — деревня в Заволжском районе Ивановской области России. Входит в состав Волжского сельского поселения. До 2009 года входила в состав Гольцовского сельского поселения. Население в 2010 году составляло 7 человек.

## Улицы
- Черничная.